# Neozygoneura suspiciosa
Neozygoneura suspiciosa är en tvåvingeart som först beskrevs av Werner Mohrig 2003.  Neozygoneura suspiciosa ingår i släktet Neozygoneura och familjen sorgmyggor.
Artens utbredningsområde är Honduras. Inga underarter finns listade i Catalogue of Life.